# Makonahalli, Mudigere
Makonahalli là một làng thuộc tehsil Mudigere, huyện Chikmagalur, bang Karnataka, Ấn Độ.